# TheGlobe.com
TheGlobe.com fue un servicio de redes sociales fundada en 1995 por los estudiantes de la Universidad Cornell, Stephan Paternot y Todd Krizelman. Cerro en 2008. Llegó a los titulares al salir a la luz pública el 13 de noviembre de 1998 y al publicar la mayor ganancia del primer día de cualquier oferta pública inicial en la historia hasta esa fecha. Parte de la burbuja de las punto com, el precio de las acciones de la empresa colapsó al año siguiente, y la empresa se retiró durante varios años antes de cesar sus operaciones en 2008. 

## Historia

### Éxito temprano
Mientras estudiaban en Cornell, Paternot y Krizelman se encontraron con una sala de chat primitiva en la red de computadoras de la universidad. Al darse cuenta del potencial de negocios, los dos recaudaron $15,000 durante las vacaciones de Navidad de 1994 y compraron un servidor de Internet de Apple. Ellos fundaron una compañía de programación, WebGenesis, y pasaron los siguientes meses programando lo que se convertiría en su sitio web principal. theGlobe.com entró en funcionamiento el 1 de abril de 1995, y atrajo más de 44.000 visitas en el primer mes. Ellos reclutaron talentos del departamento de ciencias de la computación de Cornell y tenían 17 empleados para el primer aniversario del sitio.
La pareja utilizó la popularidad del sitio y el creciente interés en Internet en 1997 para conseguir 20 millones de dólares en financiación a través de Dancing Bear Investments. Como resultado, Paternot y Krizelman recibieron salarios de más de $100,000 e ingresos por ventas de acciones preferentes de $500,000 cada uno. Ambos tenían 23 años en ese momento.
En 1998, se planificó la salida a bolsa de la empresa. El viernes 13 de noviembre de 1998, theGlobe.com emitió su IPO. El precio objetivo de las acciones se fijó inicialmente en 9 dólares, pero la primera operación fue de 87 dólares y el precio subió hasta 97 dólares antes de cerrar en 63,50 dólares. Al final del día de negociación, la compañía había establecido un récord de OPIs con un aumento del 606% sobre el precio inicial de la acción La compañía lanzó 3,1 millones de acciones, recaudando 27,9 millones de dólares y llevando su capitalización bursátil a más de 840 millones de dólares. Basándose en sus participaciones, los jóvenes fundadores valían cerca de 100 millones de dólares cada uno.
A finales de la década de 1990, theGlobe.com se expandió a los juegos, comprando la revista Computer Games, happypuppy.com (un sitio de juegos de ordenador), y Chips and Bits, una tienda en línea para juegos de ordenador y consola.

### Declive y caída
A medida que la fortuna de algunos jóvenes crecía casi de la noche a la mañana, el público y los medios de comunicación comenzaron a escudriñar a estos prodigios de la nueva economía. En 1999, CNN filmó Paternot durante una noche en la ciudad. Se le mostró con pantalones de cuero brillantes, bailando sobre una mesa en un moderno club nocturno de Manhattan con su novia, la modelo Jennifer Medley. Durante la pieza, hizo la siguiente declaración: "Conseguí a la chica. Tengo el dinero. Ahora estoy listo para vivir una vida repugnante y frívola". Fue burlonamente apodado "el CEO en los pantalones de plástico" y se convirtió en un símbolo visible de los excesos de los millonarios de las punto com. 
Ese año también marcó el cambio en el impulso del boom de las punto com y el precio de las acciones de theGlobe.com se vio fuertemente afectado. A medida que los inversores se volvían cada vez más escépticos ante la "nueva economía", los precios de las acciones comenzaron a bajar rápidamente. theGlobe.com vio caer su cotización de 97 dólares a menos de 10 centavos y su capitalización bursátil se redujo en más de un 95% hasta alrededor de 4 millones de dólares en 2001.
En el año 2000, Paternot y Krizelman se vieron obligados a abandonar la empresa y fue adquirida por un antiguo vicepresidente de la American Institute of Certified Public Accountants (AICPA), pero la empresa, que nunca había obtenido beneficios, se vio obligada a recortar drásticamente. theGlobe.com cerró su sitio principal y despidió al 50% de sus empleados en agosto de 2001. La compañía continuó hospedando algunos de sus sitios asociados y publicando Juegos de Ordenador, pero el dominio de www.theglobe.com no mostró nada más que un mensaje informativo sobre la terminación del sitio hasta el año 2003. 
Ese año, theGlobe.com lanzó GloPhone, un servicio telefónico VoIP similar a Skype, y usó su dominio del mismo nombre como sitio web del producto. Aunque se asoció con el sitio de red Friendster, las críticas fueron malas y las ventas fueron escasas. TheGlobe.com había seguido publicando Juegos de ordenador y se la consideraba una de las tres mejores revistas de juegos para PC de los Estados Unidos (junto con Juegos para Windows de Ziff Davis y Juego para PC de Future Publishing). La empresa amplió sus empresas de impresión para incluir la revista Now Playing (2005) y la revista MMO Games (2006), publicaciones centradas en el entretenimiento popular y los juegos multijugador masivos, respectivamente. theGlobe.com tomó la decisión de enviar mensajes no solicitados a los usuarios de MySpace.com y fue demandada posteriormente en virtud de la ley CAN-SPAM y una ley antispam similar en California. Un tribunal de California falló en contra de theGlobe.com.  Posteriormente, las revistas dejaron de publicarse, la página de inicio de Chips & Bits anunció el cierre del sitio, y GloPhone cesó sus operaciones el 13 de marzo de 2007. La anticipación de una gran sentencia federal (estimada en 120 millones de dólares) significó el final de theGlobe.com.

### Demandas
La compañía fue objeto de seis demandas colectivas de accionistas putativos. Fue demandado por los vendedores de la discontinuación del negocio de VoIP. Y en octubre de 2011, fue demandado en relación con la venta en 2005 de una subsidiaria llamada SendTec a RelationServ Media, que posteriormente fracasó. 

### Tralliance
El 9 de mayo de 2005, la empresa adquirió Tralliance Corporation, una empresa que mantiene el dominio de primer nivel .travel. A mediados de 2007, el dominio theglobe.com fue redirigido a la página principal de Tralliance. La compañía vendió Tralliance el 29 de septiembre de 2008. TheGlobe recibió los derechos de ganancia de Tralliance Registry Management, que constituirán la única fuente de ingresos futuros para theglobe.
Con la venta de Tralliance, theglobe.com se convirtió en una compañía ficticia sin operaciones ni activos más que sus derechos sobre el earn-out de Tralliance. La compañía opera desde oficinas prestadas y, a partir del 1 de marzo de 2012, informó que no tenía más empleados que sus ejecutivos, cada uno de los cuales dedicaba "tiempo muy limitado" al negocio de TheGlobe, y no recibía compensación alguna por hacerlo.

### Presencia actual
La compañía continúa negociando en el tablón de anuncios OTC bajo el símbolo TGLO. Los ingresos netos para los tres meses terminados el 31 de marzo de 2009 fueron de $0 comparados con $544,000 para los tres meses terminados el 31 de marzo de 2008.
En el informe anual de 2011, la compañía reportó $6426 en activos frente a $3.2 millones en pasivos. La gerencia ha declarado que las ganancias de Tralliance deben rendir muy bien, o necesitarán recaudar capital adicional, o la compañía se declarará en quiebra.